# FK Dukla Praga
El FK Dukla Praga (en txec Fotbalový Klub Dukla Praha) és un club de futbol txec de la ciutat de Praga.

## Història
El club va ser fundat el 1958 com a FK Dukla Dejvice. El 2001 esdevingué FK Dukla Praga, malgrat no és el successor legal de l'original FC Dukla Praga, que el 1996 s'havia fusionat en el 1. FK Příbram.
El 2006 agafà els drets del Jakubčovice Fotbal de segona divisió. La temporada 2011-12 ascendí per primer cop a primera divisió.
Juga els seus partits a l'Stadion Juliska a la zona de Dejvice de Praga. Ocasionalment juga a l'Stadion Evžena Rošického.

## Palmarès
- Segona divisió txeca:
  - 2010-11